# Jim Bear
Jim Bear (* 21. Januar 1940) ist ein ehemaliger kanadischer Snookerspieler, der zwischen 1985 und 1993 für acht Saisons Profispieler war. Nachdem er als Amateur 1980 die kanadische Snooker-Meisterschaft gewonnen hatte und 1982 im Finale der Amateur-Weltmeisterschaft gegen Terry Parsons verloren hatte, begann er einige Jahre später seine Profikarriere. In dieser erreichte er acht Mal eine Runde der letzten 64 eines Ranglistenturnieres und unterlag Cliff Thorburn im Endspiel der Canadian Professional Championship 1987.

## Karriere

### Amateurkarriere
Bear machte erstmals auf sich aufmerksam, als er 1977 das Achtelfinale der kanadischen Snooker-Meisterschaft erreichte. Nachdem er 1980 ohne größeren Erfolg an den Canadian Open teilgenommen hatte, gewann er im selben Jahr gegen Robert Paquette die kanadische Meisterschaft. Zwei Jahre später nahm er an der Amateurweltmeisterschaft in Calgary teil und verlor in der Gruppenphase bei acht Partien nur ein Spiel gegen James Giannaros. Anschließend besiegte er in den Play-offs Malcolm Bradley und in der Hauptrunde Paul Mifsud und Joe Grech, sodass er das Finale erreichte. In diesem musste er sich aber dem Waliser Terry Parsons geschlagen geben. Im nächsten Jahr durfte er an der Canadian Professional Championship teilnehmen und schied erst im Halbfinale gegen Kirk Stevens aus. Zwei Jahre später wurde er Profispieler.

### Profijahre
In Bears erster Profisaison verlor der Kanadier bei einem Gutteil der Turniere sein Auftaktspiel. Allerdings erreichte er auch die drittletzte Runde der WM-Qualifikation und sowohl bei der Matchroom Trophy als auch bei der UK Championship die Runde der letzten 64. Dadurch platzierte er sich auf Rang 82 der Snookerweltrangliste, seiner besten Platzierung aller Zeiten. Nachdem er in der nächsten Saison nur beim Grand Prix die Runde der letzten 64 erreicht hatte, zog er in der Saison 1987/88 gleich viermal in diese Runde ein, auch wenn es sich einmal nur um die vorletzte Qualifikationsrunde der Snookerweltmeisterschaft handelte. Höhepunkt war jedoch die Canadian Professional Championship, bei der er das Finale erreichte und in diesem gegen Cliff Thorburn verlor. Nach zwei Jahren war Bear nur marginal auf der Weltrangliste abgerutscht, als er sich für zwei Saisons infolge auf Rang 86 platzieren konnte.
Die nächsten drei Saisons waren jedoch geprägt von frühen Niederlagen. Wenn Bear überhaupt sein Auftaktspiel gewinnen konnte, schaffte er es so gut wie nie, sich für die Hauptrunde zu qualifizieren und schied in der Qualifikation aus. Lediglich bei den British Open 1989 erreichte er während dieser Zeit die Hauptrunde, schied dort aber sofort aus. Daraus folgte auf der Weltrangliste ein Absturz auf Rang 128. Da Bear anschließend keine weiteren Profispiele bestritt, verlor er zuerst seinen Weltranglistenplatz und 1993 seinen Profistatus. Knapp elf Jahre später machte er nochmals auf sich aufmerksam, als er im Halbfinale der kanadischen Meisterschaft gegen Alain Robidoux verlor.
Es gibt keine Hinweise auf eine eventuelle Verwandtschaft zwischen ihm und dem 1944 geborenen, kanadischen Snookerspieler John Bear.

## Erfolge
| Ausgang         | Jahr | Turnier                            | Finalgegner     | Ergebnis  |
| --------------- | ---- | ---------------------------------- | --------------- | --------- |
| Amateurturniere |      |                                    |                 |           |
| Sieger          | 1980 | Kanadische Snooker-Meisterschaft   | Robert Paquette | unbekannt |
| Zweiter         | 1982 | IBSF Snookerweltmeisterschaft      | Terry Parsons   | 8:11      |
| Profiturniere   |      |                                    |                 |           |
| Zweiter         | 1987 | Canadian Professional Championship | Cliff Thorburn  | 4:8       |